# Крајишке бригаде НОВЈ
Током Народноослободилачке борбе народа Југославије, од 1941. до 1945. године у оквиру Народноослободилачке војске Југуославије nа територији Босанске крајине формирано је укупно 20 бригада, од којих је 17 носило назив крајишке, а три преузеле назив средњобосанских.
Све крајишке бригаде су формиране као ударне, Прва и Трећа крајишка бригада су проглашене за пролетерске, а Прва, Трећа и Седма су одликоване Орденом народног хероја. Већина крајишких бригада учествовала је у борбама ван територије Босанске крајине и Босне и Херцеговине — у Црној Гори, Србији, Хрватској и Словенији, а многе и у одлучујућим операцијама НОВЈ.

## Списак крајишких бригада
| назив                                        | датум формирања     | место формирања               | одликовања          |
| -------------------------------------------- | ------------------- | ----------------------------- | ------------------- |
| Прва крајишка пролетерска ударна бригада     | 21. мај 1942.       | Ломовита, код Приједора       | ОНХ, ОНО, ОПЗ и ОБЈ |
| Друга крајишка ударна бригада                | 2. август 1942.     | Бошњаци, код Санског Моста    | ОНО, ОПЗ и ОБЈ      |
| Трећа крајишка пролетерска ударна бригада    | 22. август 1942.    | Каменица, код Дрвара          | ОНХ, ОНО, ОПЗ и ОБЈ |
| Четврта крајишка ударна бригада              | 9. септембар 1942.  | Тичево, код Босанског Грахова | ОПЗ, ОЗН и ОБЈ      |
| Пета крајишка козарска ударна бригада        | 23. септембар 1942. | Палеж, на Козари              | ОНО и ОПЗ           |
| Шеста крајишка ударна бригада                | 14. октобар 1942.   |                               | ОПЗ, ОЗН и ОБЈ      |
| Седма крајишка ударна бригада                | 27. децембар 1942.  | Ораховљани, код М. Града      | ОНХ, ОЗН и ОБЈ      |
| Осма крајишка ударна бригада                 | 28. децембар 1942.  | Цазин                         | ОПЗ, ОЗН и ОБЈ      |
| Девета крајишка ударна бригада „Симо Шолаја“ | 22. јун 1943.       | Благај, код Купреса           | ОНО, ОЗН и ОБЈ      |
| Десета крајишка ударна бригада               | 4. фебруар 1943.    | околина Босанског Грахова     | ОНО, и ОБЈ          |
| Једанаеста крајишка ударна бригада           | 8. септембар 1943.  |                               | ОЗН и ОБЈ           |
| Дванаеста крајишка ударна бригада            | 20. фебруар 1943.   |                               | ОЗН и ОБЈ           |
| Тринаеста крајишка ударна бригада            | 26. август 1943.    | између Кључа и М. Града       | ОПЗ и ОБЈ           |
| Четрнаеста крајишка ударна бригада           | 16. октобар 1943.   | околина Прњавора              | ОЗН и ОБЈ           |
| Петнаеста крајишка ударна бригада            | 26. март 1943.      |                               | ОЗН                 |
| Шеснаеста крајишка ударна бригада            | 5. мај 1944.        | Дрвар                         | ОЗН                 |
| Седамнаеста крајишка ударна бригада          | 14. мај 1944.       | Уздол, код Прозора            | ОЗН                 |
| Осамнаеста крајишка ударна бригада           | јун 1944.           | околина Кулаша                | ОЗН                 |
| Деветнаеста крајишка ударна бригада          | 7. септембар 1944.  | рејон Тешња                   | ОЗН                 |
| Двадесета крајишка козарска ударна бригада   | 12. децембар 1944.  | Козара                        | ОЗН                 |